# Moneybrother

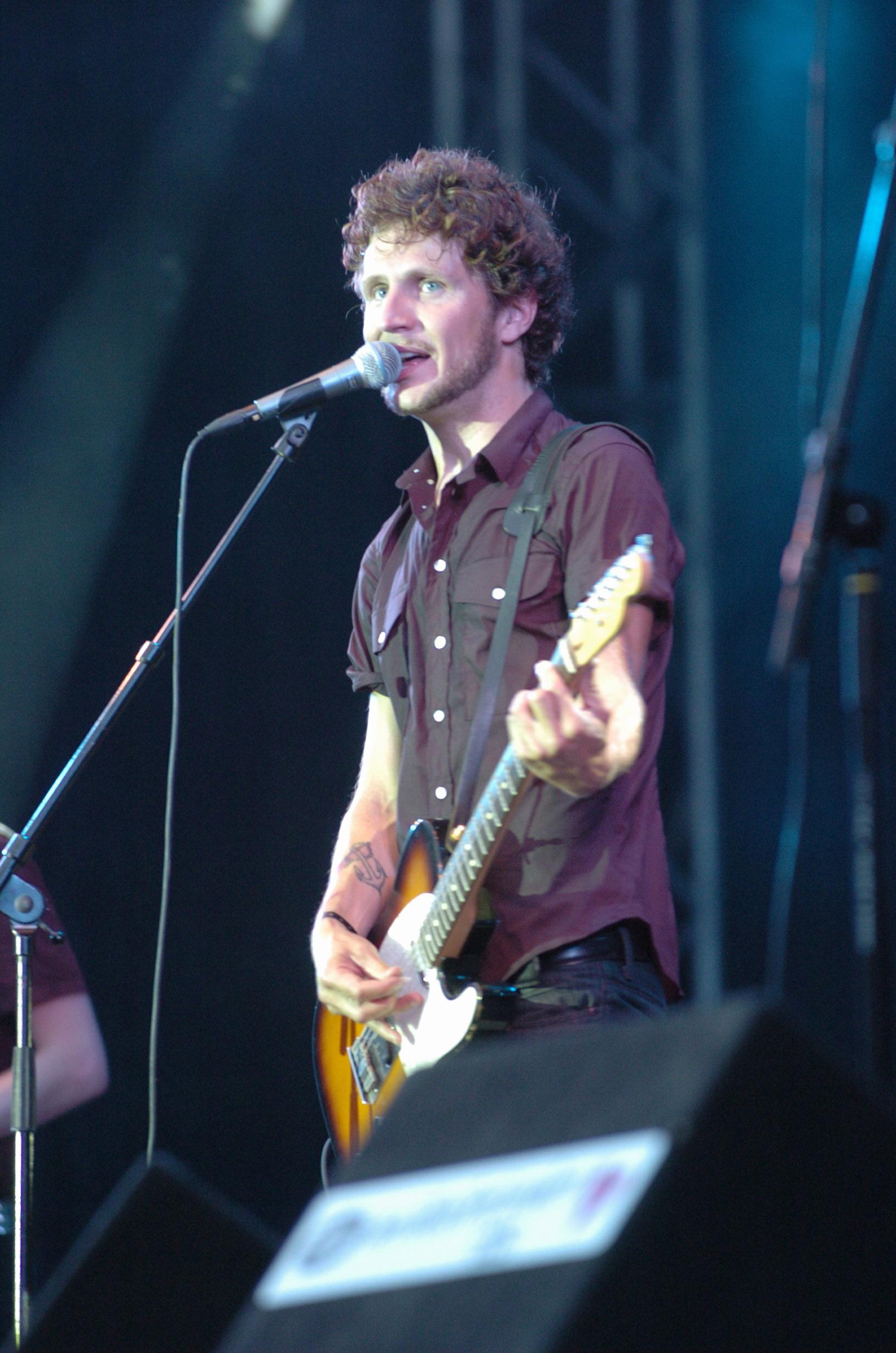
Anders Wendin (2005)

Moneybrother ist der Künstlername des aus Ludvika in Schweden stammenden Sängers Anders Olof Wendin (* 16. März 1975). Er wird von seiner Begleitband Panthers unterstützt. Wendin ist bei Burning Heart Records unter Vertrag.

## Karriere
Wendin war erst Frontman der Band Superwed, später von Monster, einer Ska-Band, die ebenfalls bei Burning Heart unter Vertrag war, bis sie sich im Jahr 2000 auflöste. Daraufhin entschied er sich nach kurzen Abstechern in die Theater- und Filmszene von Stockholm für eine Solokarriere unter dem Namen Moneybrother.
Am 29. März 2003 wurde die erste LP Blood Panic veröffentlicht, deren erste Single Reconsider Me im schwedischen Radio positiv aufgenommen wurde, und zu einem alternativen Sommerhit wurde.
Im Februar 2005 veröffentlichte Moneybrother die Single They're Building Walls Around Us, im März 2005 gefolgt von dem Album To Die Alone, das hohe Chartpositionen in Schweden (#1) und Deutschland (#37) erreichte. Mit Blow Him Back Into My Arms erschien im Juni die zweite Singleauskopplung – allerdings nur in Schweden. Bekennender Fan von Moneybrother ist die ehemalige MTV-Moderatorin Sarah Kuttner. Wendin war mehrmals Gast in deren Show und war auch beim von Kuttner organisierten Festival Kuttner on Ice, bei dem auch Adam Green und Mando Diao auftraten, zu sehen.
Nach 101 Gigs im Jahr 2005 entschied sich Moneybrother für eine längere Auftrittspause, die bis zum Herbst 2006 anhielt. Er arbeitete in dieser Zeit an seinem neuen Album Pengabrorsan (wörtliche Übersetzung des Namens Moneybrother ins schwedische), welches aus Songs anderer Künstler besteht, die nun komplett in schwedischer Sprache aufgenommen wurden. Das Album wurde nur in Skandinavien veröffentlicht. Auf seiner Homepage entschuldigt sich Moneybrother dafür bei seinen gesamteuropäischen Fans und kündigte an, so bald wie möglich wieder ein englischsprachiges Album aufzunehmen:

“Friends. I’m from Sweden you know. And I hope I don’t upset you by doing this. But I decided to release an album in Swedish. It’s a very good album filled with songs where you don’t get the words. This album will only be released up north so I hope you forgive me for writing some info about this album in Swedish. I assure you that I will release an album in English as soon as possible. And hopefully then get the chance to see all of you again.”

Nach über zwei Jahren veröffentlichte Moneybrother im Jahr 2007 wieder ein englischsprachiges Studioalbum namens Mount Pleasure. In Schweden erschien es bereits am 22. August 2007, in Deutschland wurde es am 31. August bei SONY-BMG Columbia veröffentlicht. Die erste Single-Auskopplung war Just Another Summer. Auf diesem Album findet sich auch das Duett Magic Moments mit Judith Holofernes.
Wiederum zwei Jahre später und Mitte April 2009 erfolgte die Veröffentlichung des Albums Real Control; nicht mehr bei einem Major-Plattenlabel, sondern bei dem schwedischen Label Hacka Skivindustri. Erste Singleauskopplung war der Track Born Under a Bad Sign.
Im September 2012 veröffentlichte Moneybrother das Album This Is Where Life Is, das in sieben Städten quer über den Globus verteilt aufgenommen wurde.

## Stil
Der Stil von Moneybrother ist eine Fusion der Stilelemente Soul, Reggae, Pop und Rock.

## Bandmitglieder
Moneybrother:
- Anders Wendin (Gesang, Gitarre)

Panthers:
- Patrick Andersson – (Gitarre)
- Lars Skoglund – (Schlagzeug)
- Patrik Kolar – (Orgel)
- Henrik Nilsson – (Bass)
- Gustav Bendt – (Saxophon)
- Viktor Brobacke – (Posaune)

## Diskografie

### Alben
| Jahr | Titel                                 | Höchstplatzierung, Gesamtwochen, AuszeichnungChartplatzierungen (Jahr, Titel, Platzierungen, Wochen, Auszeichnungen, Anmerkungen) | Höchstplatzierung, Gesamtwochen, AuszeichnungChartplatzierungen (Jahr, Titel, Platzierungen, Wochen, Auszeichnungen, Anmerkungen) | Anmerkungen                                                           |
| Jahr | Titel                                 | DE | SE | Anmerkungen                                                           |
| ---- | ------------------------------------- | --- | --- | --------------------------------------------------------------------- |
| 2003 | Blood Panic                           | — | SE7 Gold · (31 Wo.)SE | Erstveröffentlichung: 29. März 2003                                   |
| 2005 | To Die Alone                          | DE37 (3 Wo.)DE | SE1 Gold · (35 Wo.)SE | Erstveröffentlichung: 7. März 2005                                    |
| 2006 | Pengabrorsan                          | — | SE2 Platin · (30 Wo.)SE | Erstveröffentlichung: 6. Dezember 2006 nur in Schweden veröffentlicht |
| 2007 | Mount Pleasure                        | DE40 (1 Wo.)DE | SE1 Gold · (10 Wo.)SE | Erstveröffentlichung: 31. August 2007                                 |
| 2009 | Real Control                          | — | SE4 (8 Wo.)SE | Erstveröffentlichung: 15. April 2009                                  |
| 2012 | This Is Where Life Is                 | — | SE17 (4 Wo.)SE | Erstveröffentlichung: 28. September 2012                              |
| 2018 | Det är dom dagarna jag vill sjunga om | — | SE46 (1 Wo.)SE | Erstveröffentlichung: 9. November 2018                                |

### Singles
| Jahr | Titel Album                                                | Höchstplatzierung, Gesamtwochen, AuszeichnungChartsChartplatzierungen (Jahr, Titel, Album, Platzierungen, Wochen, Auszeichnungen, Anmerkungen) | Anmerkungen                           |
| Jahr | Titel Album                                                | SE | Anmerkungen                           |
| ---- | ---------------------------------------------------------- | --- | ------------------------------------- |
| 2003 | Reconsider Me Blood Panic                                  | SE36 (3 Wo.)SE | Erstveröffentlichung: 28. März 2003   |
| 2003 | Stormy Weather Blood Panic                                 | SE44 (6 Wo.)SE | Erstveröffentlichung: 23. Juni 2003   |
| 2003 | It’s Been Hurting All the Way with You, Joanna Blood Panic | SE53 (1 Wo.)SE | Erstveröffentlichung: 3. Oktober 2003 |
| 2005 | They’re Building Walls Around Us To Die Alone              | SE4 (13 Wo.)SE | Erstveröffentlichung: 26. Januar 2005 |

Weitere Singles
- 2005: Blow Him Back into My Arms
- 2006: Dom Vet Ingenting Om Oss
- 2007: Just Another Summer
- 2009: Born Under a Bad Sign